# Височанска
«Височанска» (чеш. Vysočanská) — станция пражского метрополитена. Расположена на линии B между станциями «Ческоморавска» и «Колбенова».

## Характеристика станции
Станция открыта 8 ноября 1998 года в составе пятого пускового участка линии В «Českomoravská - Černý Most». Височанска — пилонная станция глубокого заложения пражского типа с укороченным средним проходом. Имеет два выхода: один ведет к эскалаторам до вестибюля станции, второй — на противоположном конце станции — ведёт к вестибюлю, находящемуся под ул. Соколовска.
Является пересадочной на одноименную железнодорожную станцию, через которую следуют пригородные поезда в города Нимбурк, Мельник, Колин и др.

### Наводнение 2002 года
В августе 2002 года станция пострадала от наводнения. Работа станции была возобновлена в конце 2002 года.